# Гончаренко Раїса Іванівна
Раїса Іванівна Гончаренко (30 січня 1937 — 15 січня 2018, місто Черкаси) — українська радянська діячка, новатор виробництва, прядильниця Черкаського заводу хімічного волокна Черкаської області. Депутат Верховної Ради УРСР 8-го скликання.

## Біографія
Народилася в родині робітника-сталевара з Дніпродзержинська Івана Павловича Стешка та колгоспниці з Чигирина Тетяни Трохимівни. Батько загинув у 1943 році на фронтах Другої світової війни.
Навчалася в школі міста Чигирина на Черкащині.
З 1950-х років — прядильниця прядильного цеху № 1 ордена Трудового Червоного Прапора Черкаського заводу хімічного волокна імені ХХІІ з'їзду КПРС Черкаської області. Раїсі Гончаренко було присуджено звання «Краща прядильниця Української РСР». Член КПРС.
Потім — на пенсії в місті Черкасах. Померла 15 січня 2018 року, похована на Черкаському цвинтарі № 4.

## Нагороди
- орден Леніна (1971)
- ордени
- медалі